# 大峽谷 (蘇格蘭)

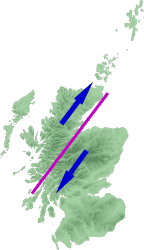
圖中紫線是大峽谷

大峽谷（英語：Great Glen）是位於蘇格蘭西部的一個狹長峽谷，北起印威內斯附近，南至威廉堡附近，將蘇格蘭高地分為格蘭扁山脈和西北高地兩個地區。大峽谷地區內有眾多湖泊，湖泊之間有河道連接。
57°18′00″N 4°27′00″W / 57.3000°N 4.4500°W